# Traunstein
Traunstein (pronunciación en alemán: /ˈtʁaʊ̯nʃtaɪ̯n/ⓘ) es una localidad alemana, ubicada en el estado federado de Baviera. Capital comarcal, se encuentra en la Alta Baviera, entre Múnich y Salzburgo, a unos 10 km al sureste del lago Chiemsee y 15 km al norte de los Alpes del Chiemgau a una altitud de unos 600 m sobre el nivel del mar. El área ocupa 48,53 km². El 31 de diciembre de 2004 tenía 18 376 habitantes. Traunstein es un centro comercial y administrativo, sede del Juzgado de Traunstein.

## Historia
Traunstein se cita por primera vez en 1245. Desde 1275 pertenece a Baviera (antes a Salzburgo). Durante años el producto más importante era la sal, debido a la construcción de un conducto de aguas salinas desde Bad Reichenhall en 1616. 
Traunstein apenas sufrió los efectos de la guerra de los Treinta Años, pero fue ocupado por tropas austríacas el 25 y 26 de julio de 1704 debido a las guerras de sucesión al trono español. Durante esta ocupación se desató un incendio que cambió el aspecto medieval del centro de la ciudad. A pesar de la ocupación, se consiguió la reconstrucción de la ciudad.
Por razones desconocidas en la noche del 25 al 26 de abril de 1851 casi toda la ciudad fue destruida de nuevo por un incendio. Más de cien casas, entre ellas el Ayuntamiento, el Juzgado, hacienda, la iglesia y las torres y los muros de la ciudad. De nuevo se consiguió la reconstrucción en pocos años.
En 1912 se dejó de explotar la última salina de Traunstein. Durante la Primera Guerra Mundial fue sede de campos de internamiento para prisioneros de guerra. En la Segunda Guerra Mundial fue dos veces blanco de ataques de los bombarderos aliados.

## Lugares de interés turístico
- Restos de la muralla de la ciudad
- Museo etnológico
- Galería municipal de arte
- Salinenkapelle St. Rupertus (iglesia con importantes pinturas del principio del barroco)